# Valtteri Moren
Valtteri Moren, né le 15 juin 1991, est un footballeur international finlandais qui joue actuellement au poste de défenseur central.

## Biographie
Moren joue pour la première fois avec la Finlande le 31 octobre 2013 contre le Mexique.
Il marque son premier but en sélection le 31 mai 2014 contre l'Estonie.

## Palmarès
HJK Helsinki
- Championnat de Finlande (7) :
  - Champion : 2010, 2011, 2012, 2013, 2014, 2020 et 2021.

- Coupe de Finlande (3) :
  - Vainqueur : 2011, 2014 et 2020.

- Coupe de la Ligue finlandaise (1) :
  - Vainqueur : 2015.